# グレゴリー・ポランコ
グレゴリー・ポランコ（Gregory Polanco、1991年9月14日 - ）は、ドミニカ共和国サントドミンゴ出身のプロ野球選手（外野手）。左投左打。千葉ロッテマリーンズ所属。

## 経歴

### プロ入りとパイレーツ時代

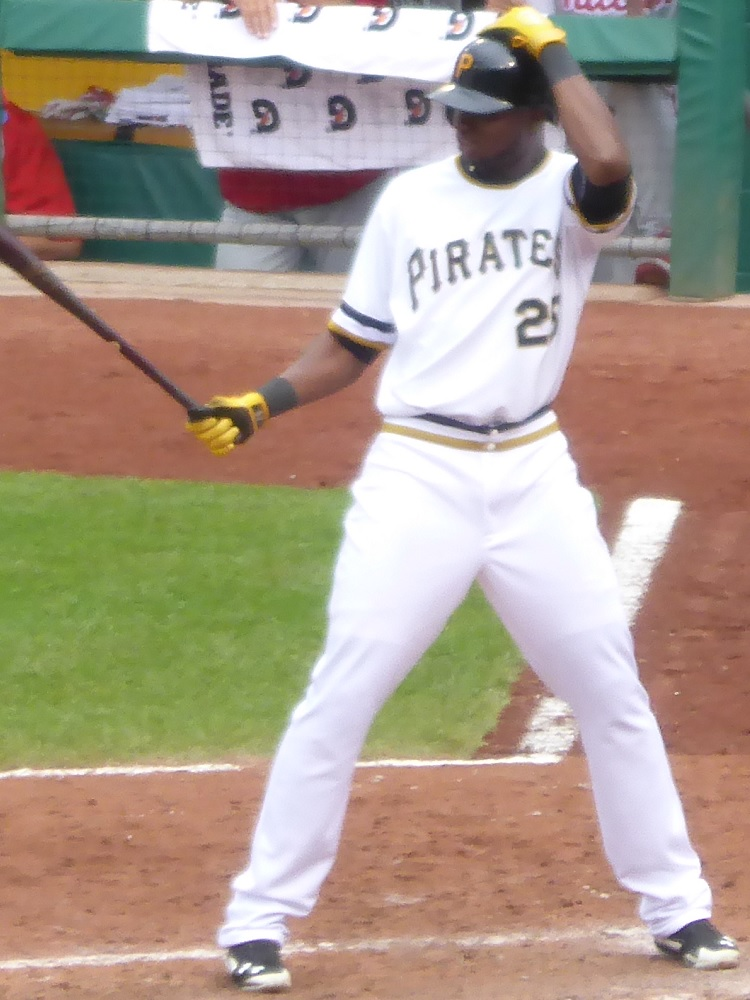
メジャー初昇格の頃のポランコ
（2014年7月6日）

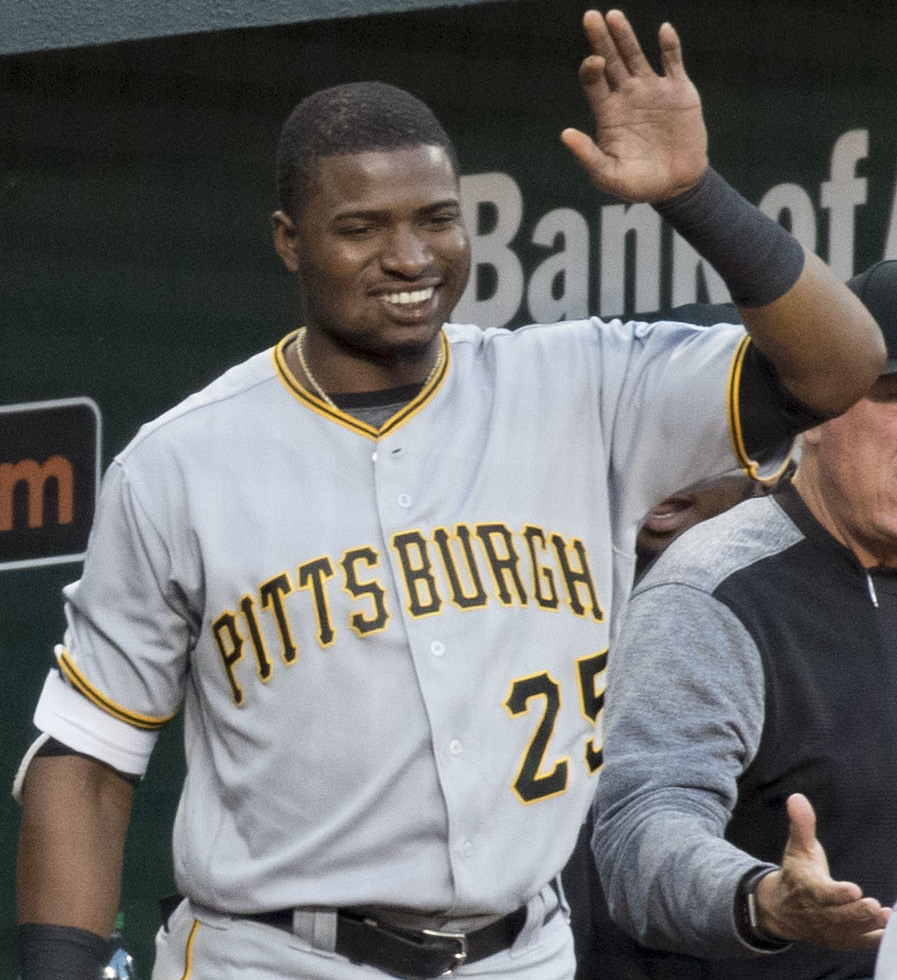
ピッツバーグ・パイレーツ時代
（2017年6月7日）

2009年4月11日にアマチュア・フリーエージェントでピッツバーグ・パイレーツと契約してプロ入り。この年はマイナーリーグのドミニカン・サマーリーグでプレーした。
2012年はA級サウス・アトランティックリーグのウェストバージニア・パワーでプレーし、打率.325、16本塁打、40盗塁を記録し、リーグMVPに選出された。
2013年は『ベースボール・アメリカ』の有望株ランキングでは全体の51位にランクされた。このシーズンはA+級フロリダ・ステートリーグでプレーし、57試合で打率.312、30打点、24盗塁を記録し、AA級アルトゥーナ・カーブに昇格した。2013年6月、プロスペクトランキングで全体の12位にランクされた。オールスター・フューチャーズゲームに選出された。8月31日にAAA級インディアナポリス・インディアンズに昇格した。オフの11月20日にメジャー契約を結び、40人枠入りした。
2014年3月14日にAAA級インディアナポリスに配属され、開幕を迎えた。6月10日にメジャー初昇格し、同日のシカゴ・カブス戦でメジャーデビュー。2番・右翼手で先発起用され、5打数1安打だった。8月10日にオプションでAAA級インディアナポリスに降格した。9月2日にセプテンバー・コールアップでメジャーに再昇格した。この年は89試合に出場し、打率.235、7本塁打、33打点、14盗塁という成績を記録した。
2015年は自身初めて開幕をメジャーで迎えた。同年は正右翼手として起用され、153試合に出場して規定打席に到達。121三振を喫したが、打率.256、9本塁打、52打点という成績を記録した。走塁面では、ナ・リーグ6位となる27盗塁を決めた。
2016年4月5日、2017年から5年総額3500万ドルで契約を延長した（2022年・1250万ドル、2023年・1350万ドルの球団側選択オプション付）。同年は144試合に出場し、22本塁打、86打点だった。
2017年はシーズン開幕前の2月8日に第4回ワールド・ベースボール・クラシック（WBC）のドミニカ共和国代表に選出された。3月22日に大会最優秀外野手となった。シーズンでは108試合の出場で11本塁打、35打点、8盗塁に留まった。
2018年は、130試合出場、打率.254、23本塁打、81打点を記録していたが、走塁時のスライディングで左肩を脱臼し手術を受けた。9月9日に左膝・左肩の故障により同シーズンの残り試合に出場しないことが発表された。
2020年はオフの12月に右手首を骨折した。
2021年8月28日にDFAとなり、同日中にFAとなった。

### ブルージェイズ傘下時代
2021年8月31日にトロント・ブルージェイズとマイナー契約を結んだ。AAA級バッファロー・バイソンズでは24試合に出場し、打率.374、9本塁打、24打点、5盗塁を記録した。オフの11月7日にFAとなった。

### 巨人時代
2022年1月5日に読売ジャイアンツと契約した。背番号は23。推定年俸は2億5000万円。
シーズンでは3月25日の中日ドラゴンズとの開幕戦（東京ドーム）に「3番・右翼手」で先発出場。1回二死無走者の打席で大野雄大から来日初打席初安打すると、続く4回も安打、5回二死二塁の打席で決勝適時打を放ち、3安打1打点でチーム開幕戦勝利に貢献した。3月30日の対東京ヤクルトスワローズ戦（明治神宮野球場）では4回無死無走者の打席で石川雅規から来日初本塁打を放った。4月30日の対阪神タイガース戦（東京ドーム）では7回一死無走者の打席で浜地真澄から日米通算100本塁打、5月26日の対オリックス・バファローズ戦（東京ドーム）では5回一死に二盗を成功させ、日米通算100盗塁を達成した。9月7日の横浜DeNAベイスターズ戦では同じくこの年入団したアダム・ウォーカーとともにシーズン20本塁打を記録、共に入団一年目の外国人選手が20本塁打を記録するのは巨人史上初だった。1年間一軍に帯同し、138試合出場で24本塁打とまずまずの長打力を見せたものの規定打席到達者最下位の打率.240、得点圏打率.188と不安定な成績で、さらに右翼守備でも守備範囲が狭く、守備指標は低かった。シーズン中には報道でも「巨人は外国人選手の守備に足を引っ張られている」とまでウォーカーと共に拙守を糾弾されていた。オフの12月2日に自由契約公示された。

### ロッテ時代
2022年12月27日、千葉ロッテマリーンズとの契約合意が発表された。推定年俸は2億円。背番号は22。
2023年は、3月31日に行われた福岡ソフトバンクホークスとの開幕戦（福岡PayPayドーム）に「5番・指名打者」で出場。4月4日に行われた北海道日本ハムファイターズとのホーム開幕戦（ZOZOマリンスタジアム）に「5番・左翼手」で出場、2回無死二塁の打席でコディ・ポンセからチーム第1号及び自身の移籍後初本塁打となる2点本塁打を放った。8月4日の対東北楽天ゴールデンイーグルス戦（楽天モバイルパーク宮城）では1回無死満塁の打席で岸孝之から来日初の満塁本塁打を放ち、勝利に貢献した。記録的な投高打低シーズンとなったこの年は打率.242ながら26本塁打を放ち、浅村栄斗（楽天）、近藤健介（ソフトバンク）と同数ながら、球団では1986年の落合博満以来37年ぶり、本拠地を千葉に移転してからは史上初となる本塁打王のタイトルを獲得した。オフは12月1日に一旦自由契約となったものの同月21日に複数年契約で残留することが発表された。推定年俸は4億円。
2024年は開幕から好調で、4月終了時点で打率は.258を記録。シーズン中は大きく調子を落とすことなくコンスタントに成績を残し続け、7・8月は本塁打を9本放ち、打点も8月だけで18を記録した。また、同年のオールスターゲームにも選出された。最終的に二年連続の本塁打王とはならなかったものの、チームトップとなる23本塁打を記録し、打点もチーム2位の60を記録した。帰国時には、来季残留が報じられた。

## 選手としての特徴
打撃に関しては引っ張り傾向にありながらも、バットも内側から出ていて逆方向にも打てると評価されている。2022年には開幕当初は引っ張りであったが、徐々に広角打法を覚えたようにヒットを打ち5月12日に行われたDeNA戦の第2打席から9打数連続安打も放ち、1988年のウォーレン・クロマティと並んで球団の外国人トップタイの記録となった。
ロッテ広報の梶原紀章のコラムによると、10代の若手時代は後のパワー型の影も形もない非力なバッターであった。しかしメジャーチームのトレーニング・食事指導に従って肉体改造を施したことで、細かった体は見る見るうちに大きくなり、パワーが増したという。

## 人物
- アメリカ時代にはフランシスコ・リリアーノを家族のように慕い、ポランコ自身彼からも弟のように可愛がられた。彼からは謙虚な気持ちの大切さを説かれ、それが忘れられないとポランコの身に染みしている[44]。
- 両親はサントドミンゴで警察官をしていた[3]。後にポランコがメジャーで活躍し出したのを機に、ポランコのバックアップに注力するために警察官を退職している[45]。2021年3月には息子が誕生した[46]。
  - 下積み時代には食事や文化、言葉が合わず、何度もドミニカに帰りたいと思っていたが、母から「もうちょっと頑張りなさい。きっといいことがあるから」と励まされ、大成するまで頑張った。本人は後に「もし、帰ってきていいよという甘い言葉をかけられていたら、きっと本当に戻って今はないよ」と振り返る[43][44]。
- 日本球界時代はプライベートではレストランにも通訳なしで足を運び、極力注文も自力でするようにするなど日本語を努力して覚え、既に2023年シーズンには日常生活や野球活動に困らないほどに日本語が読めるようになっている[47]。
- 愛称は「エル・コーヒー」。この愛称はポランコが15歳の頃にコーチから付けられたという。当時「エル・コーヒー」と呼ばれていた他の選手に似ていたことによるもので、飲料のコーヒーとは何の関係もない[48]。2017年と2018年のプレイヤーズ・ウィークエンド（英語版）では背ネームに使用した[49][50]。
- ロッテ時代の応援歌の原曲はプロレスラー・キラー・カーンの入場テーマ曲「荒野の砂塵」でチャッド・ハフマンからの流用である。この愛称の「エル・コーヒー」が応援歌の歌詞の中に入っており、ポランコ本人も気に入っているとのことである[51]。
- 本塁打パフォーマンスとして、ベンチ前でなかやまきんに君のギャグである「パワー」ポーズを行っている。これは巨人時代の同僚であった鍬原拓也の勧めで行うようになった[52]。
- ロッテ移籍後、試合中の広報に対しての談話や公式YouTubeの字幕などではポランコの発言が関西弁で訳出されている。これまで特に関西に縁があったわけではないが、ポランコの談話によると「ファンの方に楽しんでいただくことが、野球選手としての仕事の一つ」とのこと[53]。
- ロッテ移籍後に球場で流れていた矢沢永吉の「止まらないHa〜Ha」を気に入り、打席に入る際の登場曲として使用している[54]。

## 詳細情報

### 年度別打撃成績
| 年 度    | 球 団    | 試 合 | 打 席 | 打 数 | 得 点 | 安 打 | 二 塁 打 | 三 塁 打 | 本 塁 打 | 塁 打 | 打 点 | 盗 塁 | 盗 塁 死 | 犠 打 | 犠 飛 | 四 球 | 敬 遠 | 死 球 | 三 振 | 併 殺 打 | 打 率 | 出 塁 率 | 長 打 率 | O P S |
| -------- | -------- | ----- | ----- | ----- | ----- | ----- | -------- | -------- | -------- | ----- | ----- | ----- | -------- | ----- | ----- | ----- | ----- | ----- | ----- | -------- | ----- | -------- | -------- | ----- |
| 2014     | PIT      | 89    | 312   | 277   | 50    | 65    | 9        | 0        | 7        | 95    | 33    | 14    | 5        | 2     | 2     | 30    | 1     | 0     | 59    | 1        | .235  | .307     | .343     | .650  |
| 2015     | PIT      | 153   | 652   | 593   | 83    | 152   | 35       | 6        | 9        | 226   | 52    | 27    | 10       | 1     | 2     | 55    | 6     | 1     | 121   | 5        | .256  | .320     | .381     | .701  |
| 2016     | PIT      | 144   | 587   | 527   | 79    | 136   | 34       | 4        | 22       | 244   | 86    | 17    | 6        | 1     | 6     | 53    | 6     | 0     | 119   | 13       | .258  | .323     | .463     | .786  |
| 2017     | PIT      | 108   | 411   | 379   | 39    | 95    | 20       | 0        | 11       | 148   | 35    | 8     | 1        | 0     | 1     | 27    | 4     | 3     | 60    | 5        | .251  | .305     | .391     | .695  |
| 2018     | PIT      | 130   | 535   | 461   | 75    | 117   | 32       | 6        | 23       | 230   | 81    | 12    | 2        | 0     | 7     | 61    | 5     | 3     | 117   | 11       | .254  | .340     | .499     | .839  |
| 2019     | PIT      | 42    | 167   | 153   | 23    | 37    | 8        | 1        | 6        | 65    | 17    | 3     | 1        | 0     | 0     | 12    | 1     | 1     | 49    | 4        | .242  | .301     | .425     | .726  |
| 2020     | PIT      | 50    | 174   | 157   | 12    | 24    | 6        | 0        | 7        | 51    | 22    | 3     | 1        | 0     | 3     | 13    | 0     | 0     | 65    | 1        | .153  | .214     | .325     | .539  |
| 2021     | PIT      | 107   | 382   | 336   | 38    | 70    | 12       | 2        | 11       | 119   | 36    | 14    | 1        | 0     | 8     | 36    | 2     | 2     | 104   | 8        | .208  | .283     | .354     | .637  |
| 2022     | 巨人     | 138   | 484   | 438   | 55    | 105   | 21       | 1        | 24       | 200   | 58    | 2     | 3        | 0     | 3     | 42    | 1     | 1     | 109   | 6        | .240  | .306     | .457     | .762  |
| 2023     | ロッテ   | 125   | 497   | 447   | 43    | 108   | 15       | 0        | 26       | 201   | 75    | 0     | 0        | 0     | 3     | 47    | 5     | 0     | 92    | 3        | .242  | .312     | .450     | .762  |
| 2024     | ロッテ   | 118   | 468   | 416   | 47    | 101   | 21       | 0        | 23       | 191   | 60    | 0     | 0        | 0     | 4     | 46    | 2     | 2     | 86    | 5        | .243  | .318     | .459     | .778  |
| MLB：8年 | MLB：8年 | 823   | 3220  | 2883  | 399   | 696   | 156      | 19       | 96       | 1178  | 362   | 98    | 27       | 4     | 29    | 287   | 25    | 10    | 694   | 48       | .241  | .309     | .409     | .718  |
| NPB：3年 | NPB：3年 | 381   | 1449  | 1301  | 145   | 314   | 57       | 1        | 73       | 592   | 193   | 2     | 3        | 0     | 10    | 135   | 8     | 3     | 287   | 14       | .241  | .312     | .455     | .767  |

- 2024年度シーズン終了時
- 各年度の太字はリーグ最高

### 年度別守備成績
| 年 度 | 球 団  | 左翼（LF） | 左翼（LF） | 左翼（LF） | 左翼（LF） | 左翼（LF） | 左翼（LF） | 中堅（CF） | 中堅（CF） | 中堅（CF） | 中堅（CF） | 中堅（CF） | 中堅（CF） | 右翼（RF） | 右翼（RF） | 右翼（RF） | 右翼（RF） | 右翼（RF） | 右翼（RF） | 外野  | 外野  | 外野  | 外野  | 外野  | 外野     |
| 年 度 | 球 団  | 試 合      | 刺 殺      | 補 殺      | 失 策      | 併 殺      | 守 備 率   | 試 合      | 刺 殺      | 補 殺      | 失 策      | 併 殺      | 守 備 率   | 試 合      | 刺 殺      | 補 殺      | 失 策      | 併 殺      | 守 備 率   | 試 合 | 刺 殺 | 補 殺 | 失 策 | 併 殺 | 守 備 率 |
| ----- | ------ | ---------- | ---------- | ---------- | ---------- | ---------- | ---------- | ---------- | ---------- | ---------- | ---------- | ---------- | ---------- | ---------- | ---------- | ---------- | ---------- | ---------- | ---------- | ----- | ----- | ----- | ----- | ----- | -------- |
| 2014  | PIT    | -          | -          | -          | -          | -          | -          | -          | -          | -          | -          | -          | -          | 83         | 144        | 5          | 2          | 2          | .987       | -     | -     | -     | -     | -     | -        |
| 2015  | PIT    | 8          | 13         | 0          | 0          | 0          | 1.000      | 2          | 0          | 0          | 0          | 0          | ----       | 144        | 247        | 13         | 8          | 5          | .970       | -     | -     | -     | -     | -     | -        |
| 2016  | PIT    | 29         | 38         | 1          | 1          | 0          | .975       | 5          | 5          | 0          | 0          | 0          | 1.000      | 111        | 203        | 9          | 5          | 4          | .977       | -     | -     | -     | -     | -     | -        |
| 2017  | PIT    | 25         | 32         | 0          | 1          | 0          | .970       | 6          | 13         | 0          | 0          | 0          | 1.000      | 68         | 118        | 6          | 1          | 3          | .992       | -     | -     | -     | -     | -     | -        |
| 2018  | PIT    | -          | -          | -          | -          | -          | -          | -          | -          | -          | -          | -          | -          | 124        | 229        | 8          | 2          | 1          | .992       | -     | -     | -     | -     | -     | -        |
| 2019  | PIT    | -          | -          | -          | -          | -          | -          | -          | -          | -          | -          | -          | -          | 36         | 74         | 0          | 1          | 0          | .987       | -     | -     | -     | -     | -     | -        |
| 2020  | PIT    | -          | -          | -          | -          | -          | -          | -          | -          | -          | -          | -          | -          | 39         | 67         | 1          | 2          | 1          | .971       | -     | -     | -     | -     | -     | -        |
| 2021  | PIT    | -          | -          | -          | -          | -          | -          | -          | -          | -          | -          | -          | -          | 92         | 191        | 2          | 4          | 0          | .980       | -     | -     | -     | -     | -     | -        |
| 2022  | 巨人   | -          | -          | -          | -          | -          | -          | -          | -          | -          | -          | -          | -          | -          | -          | -          | -          | -          | -          | 128   | 175   | 2     | 2     | 0     | .989     |
| 2023  | ロッテ | -          | -          | -          | -          | -          | -          | -          | -          | -          | -          | -          | -          | -          | -          | -          | -          | -          | -          | 11    | 11    | 1     | 0     | 0     | 1.000    |
| 2024  | ロッテ | -          | -          | -          | -          | -          | -          | -          | -          | -          | -          | -          | -          | -          | -          | -          | -          | -          | -          | 35    | 47    | 0     | 1     | 0     | .979     |
| MLB   | MLB    | 62         | 83         | 1          | 2          | 0          | .977       | 13         | 18         | 0          | 0          | 0          | 1.000      | 697        | 1273       | 44         | 25         | 16         | .981       | -     | -     | -     | -     | -     | -        |
| NPB   | NPB    | -          | -          | -          | -          | -          | -          | -          | -          | -          | -          | -          | -          | -          | -          | -          | -          | -          | -          | 174   | 233   | 3     | 3     | 0     | .987     |

- 2024年度シーズン終了時
- 各年度の太字はリーグ最高

### タイトル
- 本塁打王：1回（2023年）

### 表彰
NPB
- ベストナイン：1回（指名打者部門：2023年[55]）

国際大会
- WBC最優秀外野手：1回（2017年）

### 記録

#### NPB
初記録
- 初出場・初先発出場：2022年3月25日、対中日ドラゴンズ1回戦（東京ドーム）、3番・右翼手で先発出場
- 初打席・初安打：同上、1回裏に大野雄大から中前安打
- 初打点：同上、5回裏に大野雄大から右前適時打
- 初本塁打：2022年3月30日、対東京ヤクルトスワローズ2回戦（明治神宮野球場）、4回表に石川雅規から右越ソロ
- 初盗塁：2022年4月27日、対横浜DeNAベイスターズ4回戦（横浜スタジアム）、4回表に二盗（投手：坂本裕哉、捕手：嶺井博希）

その他の記録
- オールスターゲーム出場：1回（2024年）
- 同一シーズンに1試合3本塁打を2回記録 ※史上13人目14度目、球団史上4人目[56]
  - 1回目：2023年7月16日、対東北楽天ゴールデンイーグルス12回戦（ZOZOマリンスタジアム）、1回裏に則本昂大から右越ソロ、5回裏に則本昂大から左越ソロ、8回裏に鈴木翔天から右越ソロ[57]
  - 2回目：2023年8月23日、対福岡ソフトバンクホークス18回戦（ZOZOマリンスタジアム）、3回裏に有原航平から右越ソロ、7回裏に有原航平から右越ソロ、9回裏にダーウィンゾン・ヘルナンデスから右越ソロ[58]

### 背番号
- 25（2014年 - 2021年8月28日）
- 23（2022年[20]）
- 22（2023年[33] - ）

### 代表歴
- 2017 ワールド・ベースボール・クラシック・ドミニカ共和国代表